# Eurovision Song Contest 1976
Eurovision Song Contest 1976 blev holdt i den hollandske regeringsby Haag. Sverige måtte melde fra på grund af strejke. Da Grækenland ville tilbage, valgte Tyrkiet at blive hjemme.
Vindersangen fra Storbritannien blev udgivet som single og solgt i 6.000.000 eksemplarer, en rekord der endnu ikke er slået.

## Deltagere og resultater
| Nr. | Land           | Solist                 | Sang                            | Plads. | Point |
| --- | -------------- | ---------------------- | ------------------------------- | ------ | ----- |
| 1   | Storbritannien | Brotherhood of Man     | Save your kisses for me         | 1      | 164   |
| 2   | Schweiz        | Peter, Sue & Marc      | Djambo, Djambo                  | 4      | 91    |
| 3   | Vesttyskland   | Les Humphries Singers  | Sing, sang, song                | 15     | 12    |
| 4   | Israel         | Chocolate Menta Mastik | Emor shalom                     | 6      | 77    |
| 5   | Luxembourg     | Jürgen Marcus          | Chansons pour ceux qui s'aiment | 14     | 17    |
| 6   | Belgien        | Pierre Rapsat          | Judy et cie                     | 8      | 68    |
| 7   | Irland         | Red Hurley             | When                            | 10     | 54    |
| 8   | Holland        | Sandra Reemer          | The party's over now            | 9      | 56    |
| 9   | Norge          | Anne-Karine Ström      | Mata Hari                       | 18     | 7     |
| 10  | Grækenland     | Mariza Koch            | Panaghia mou, panaghia mou      | 13     | 20    |
| 11  | Finland        | Fredi & Friends        | Pump pump                       | 11     | 44    |
| 12  | Spanien        | Braulio                | Sobran las palabras             | 16     | 11    |
| 13  | Italien        | Romina Power & Al Bano | Noi lo rivivremo di nuovo       | 7      | 69    |
| 14  | Østrig         | Waterloo & Robinson    | My little world                 | 5      | 80    |
| 15  | Portugal       | Carlos de Carmo        | Uma flor de verde pinho         | 12     | 24    |
| 16  | Monaco         | Mary Cristy            | Toi, la musique et moi          | 3      | 93    |
| 17  | Frankrig       | Catherine Ferry        | Un, deux, trois                 | 2      | 147   |
| 18  | Jugoslavien    | Ambasadori             | Ne mogu skriti svoju bol        | 17     | 10    |